# Humburg (Düren)
Die Humburg bei Düren (Gemeinde Wallerfangen im Landkreis Saarlouis im Saarland) ist eine salische Burgstelle auf einem Bergausläufer des Saargaus.

## Geschichte
Historisch nicht greifbar (der Name Humburg ist nachmittelalterlich) handelt es sich vermutlich um den Sitz der Wallerfanger Grafen Egilolf und Giselbert, die im 10. und 11. Jahrhundert urkundlich genannt werden. Es blieben nur geringe Reste der Höhenburg erhalten; der größte Teil des Burgareals fiel zudem einem Sandsteinbruch zum Opfer. Gegen die Angriffsseite schütze ein breiter Wallgraben. Direkt dahinter konnten die Fundamente eines rechteckigen Steinturmes festgestellt werden, der ins 11. Jahrhundert zu datieren ist. Demnach handelte es sich um eine salische Turmburg. Die übrigen Bauten waren vermutlich nur in Holz ausgeführt.
In der Nähe der Burgstelle findet sich ein mittelalterlicher Kupferstollen.